# ¡Okupas!
¡Okupas! es una historieta de 2001 del autor de cómics español Francisco Ibáñez, perteneciente a su serie Mortadelo y Filemón.

## Trayectoria editorial
Publicada en el número 160 de la Colección Olé.

## Sinopsis
El problema de la vivienda cada día está peor y el movimiento okupa está creciendo de manera alarmante. Los okupas se manifiestan ante los edificios abandonados que quieren ocupar y la policía emplea métodos violentos para disolverlos. La opinión pública empieza a estar en contra de los métodos usados por la policía. 
Mortadelo y Filemón intentarán por todos los medios disolver de una forma pacífica a los okupas para que no se produzcan incidentes entre estos y la policía.